# سام ميتشينسون
سام ميتشينسون (بالإنجليزية: Sam Mitchinson)‏ هو لاعب كرة قدم أسترالي في مركز الدفاع، ولد في 26 سبتمبر 1992 في والسول في المملكة المتحدة. لعب مع Bayswater City SC ‏.